# Amblyopone falcata
Amblyopone falcata é uma espécie de formiga do gênero Amblyopone.